# Мучоки, Стивен
Сти́вен «Стив» Мучо́ки (англ. Stephen "Steve" Muchoki; 23 декабря 1956) — кенийский боксёр минимальной весовой категории, выступал за сборную Кении в 1970-е годы. Чемпион мира, дважды чемпион Игр Содружества, участник летних Олимпийских игр в Монреале, победитель многих международных турниров и национальных первенств. В период 1979—1988 боксировал на профессиональном уровне, был претендентом на титул чемпиона мира в наилегчайшем весе по версии ВБА.

## Биография
Стивен Мучоки родился 23 декабря 1956 года. Уже в возрасте семнадцати лет выиграл Игры Содружества в Крайстчерче, победив всех своих соперников в минимальном весе. Также в 1974 году съездил на впервые проведённый чемпионат мира в Гавану, откуда привёз медаль серебряного достоинства, проиграв лишь кубинцу Хорхе Эрнандесу. Благодаря череде удачных выступлений удостоился права защищать честь страны на летних Олимпийских играх 1976 года в Монреале, однако успел провести здесь лишь один бой — спортсмены Кении покинули Олимпиаду по причине бойкота, объявленного африканскими государствами.
В 1978 году Мучоки боксировал на Играх Содружества в Эдмонтоне, пополнив медальную коллекцию ещё одной золотой наградой этого турнира. Кроме того, принимал участие в зачёте чемпионата мира в Белграде — в финале вновь встретился с кубинцем Эрнандесом и на этот раз сумел его одолеть. Вскоре после окончания соревнований решил попробовать себя среди профессионалов и покинул сборную. Всего в любительском олимпийском боксе провёл 200 матчей, из них проиграл только в трёх — в соответствии с этой статистикой находится в числе величайших боксёров-любителей Африки всех времён.
В 1979 году Стивен Мучоки эмигрировал в Данию, где начал карьеру профессионального боксёра. В течение трёх последующих лет провёл множество удачных поединков, стал чемпионом Содружества наций в наилегчайшем весе и получил возможность побороться за титул чемпиона мира по версии Всемирной боксёрской ассоциации (ВБА). Однако действующий чемпион аргентинец Сантос Бениньо Ласьяр оказался слишком сильным соперником, Мучоки проиграл техническим нокаутом в тринадцатом раунде. Череда неудач продолжилась, и уже в следующем бою кенийский боксёр лишился пояса чемпиона Содружества наций, уступив его британцу Киту Уолласу.
После этого поражения Мучоки вернулся в Кению и ещё пять лет продолжал выходить на местный ринг, выиграл титул чемпиона Африканского боксёрского союза, претендовал на пояс чемпиона в наилегчайшей весовой категории по версии Восточно- и центральноафриканской боксёрской федерации. Завершил карьеру в 1988 году с послужным списком из 19 профессиональных боёв (из них 14 окончены победой, 4 поражением и один ничьей).